# Primera División (Mexiko) 2004/05
Mit Beginn der Saison 2004/05 besteht die mexikanische Primera División – wie auch bis zur Saison 2000/01 üblich – aus 18 Mannschaften, nachdem ihr in der vorherigen Saison noch 20 Mannschaften angehört hatten. Auf einer Versammlung der Eigentümer der Erstligavereine wurden die Mannschaften des CD Irapuato und des Querétaro FC Gallos Blancos zum Zwecke der Reduzierung ausgeladen. Querétaro spielte in der Saison 2004/05, wie auch der Club San Luis als sportlicher Absteiger des Vorjahres, in der zweitklassigen Primera División 'A', während Irapuato in dieser Spielzeit an keinem Profiwettbewerb teilnahm. Aufsteiger war die Mannschaft von Dorados de Sinaloa. Am Saisonende stieg der Puebla FC ab und wurde in der Saison 2005/06 durch den Club San Luis ersetzt, dem auf Anhieb der Wiederaufstieg gelungen war.
Meister der Apertura 2004 wurde die Mannschaft der UNAM Pumas, die in der Gesamttabelle der Saison den vorletzten Rang belegte. Meister der Clausura 2005 wurde der Club América, der in der Gesamttabelle auf dem sechsten Rang landete.
Insgesamt gab es 306 Punktspiele und 28 Spiele in der Liguilla, der spanischen Bezeichnung für die Play-offs.
Die meisten Spiele (42) absolvierte der CF Monterrey, dessen Mannschaft sich als einzige in dieser Saison für beide Liguillas qualifizieren konnte. In der Apertura 2004 drang sie bis ins Endspiel vor, wo sie (mit 1:2 und 0:1) gegen die UNAM Pumas unterlag. In der Clausura 2005 scheiterte sie mit zwei Remis (0:0 und 3:3) an Cruz Azul, weil die Hauptstädter in der vorangegangenen Punktspielrunde mehr Punkte erzielt hatten. Insgesamt hatten somit 15 Mannschaften mindestens einmal die Liguilla erreicht. Nur den Dorados de Sinaloa, den Jaguares de Chiapas und dem Puebla FC gelang die Qualifikation nicht. Ausgerechnet den UNAM Pumas als dem punktschlechtesten Team der gesamten Saison, das die Liguilla erreichte, gelang der Gewinn der Apertura 2004.
In dieser Saison wurde zum bisher letzten Mal auch der Campeón de Campeones zwischen dem Sieger der Apertura (UNAM Pumas) und dem Sieger der Clausura (América) ausgetragen. Dabei setzte sich América knapp mit 0:0 und 2:1 durch.

## Die Punktspielrunde
In den insgesamt 306 Punktspielen fielen 927 Tore, was einem Schnitt von 3,03 entspricht. 552 Tore (im Schnitt 1,80) wurden von den Heimmannschaften erzielt und 375 Tore (durchschnittlich 1,23) von den Auswärtsmannschaften.
Die fünf torreichsten Spiele der Saison, in denen jeweils acht Treffer erzielt wurden, fanden alle in der Apertura statt. Dabei kam es innerhalb von nur vier Wochen zwischen dem zweiten und sechsten Spieltag dreimal zu einem 6:2; jeweils aus Sicht der Heimmannschaft bei den Spielen zwischen Tigres und Monterrey (21. August 2004), Monterrey und Dorados (15. September) sowie Veracruz und Atlante (18. September). Die beiden anderen Spiele am 10. bzw. 15. Spieltag endeten mit 7:1; jeweils aus Sicht der Heimmannschaft bei den Spielen zwischen Tigres und Veracruz (16. Oktober) sowie Atlante und Monterrey (7. November).
Auch die höchsten Heim- und Auswärtssiege der Saison wurden in der Apertura erzielt:
- Chivas Guadalajara – Atlante FC 7:0 am 14. August 2004 (1. Spieltag)
- Atlante FC – Monarcas Morelia 1:6 am 21. November 2004 (17. Spieltag)

In den fünf torreichsten Spielen der Clausura fielen jeweils sieben Tore:
- Puebla FC – CF Atlas 5:2 am 23. Januar 2005 (2. Spieltag)
- Cruz Azul – CF Monterrey 6:1 am 29. Januar 2005 (3. Spieltag)
- Necaxa – Dorados 4:3 am 19. Februar 2005 (6. Spieltag)
- Jaguares – Veracruz 4:3 am 8. Mai 2005 (17. Spieltag)
- Club América – CF Atlas 5:2 am 8. Mai 2005 (17. Spieltag)

Die höchsten Heim- und Auswärtssiege der Clausura wurden in folgenden Spielen erzielt:
- UANL Tigres – Deportivo Toluca 6:0 am 12. März 2005 (9. Spieltag)
- Chivas Guadalajara – CF Pachuca 0:4 am 22. Januar 2005 (2. Spieltag)

Eine besondere Erwähnung verdient noch die Tatsache, dass Monarcas Morelia, die punktbeste Mannschaft der gesamten Saison, mit vier Niederlagen in Folge startete und erstmals am siebten Spieltag gewinnen konnte (3:2 gegen Dorados de Sinaloa). Dagegen blieb der Puebla FC als punktschlechtestes Team der Saison in den ersten neun Spielen ungeschlagen (5 Siege und vier Remis), bevor es am 10. Spieltag zur ersten (Heim-)Niederlage ausgerechnet gegen Morelia (0:3) kam.

## Tabellen zur Saison 2004/05
Obwohl die mexikanische Meisterschaft als Rundenturnier ausgetragen wird (es gibt 18 Mannschaften, die sich zweimal pro Saison in einem Heim- und Auswärtsspiel gegenüberstehen), wird zur Kürung des Meisters nicht die Gesamttabelle herangezogen, sondern es werden zwei Meisterschaften pro Halbsaison (Apertura und Clausura) ausgetragen und die Meister in der Liguilla ermittelt. Dieser Modus hatte in der Saison 2004/05 die Konsequenz, dass die UNAM Pumas in der Gesamttabelle der Saison 2004/05 einerseits einen enttäuschenden 17. Platz belegten, womit sie beispielsweise in der deutschen Fußball-Bundesliga abgestiegen wären, tatsächlich aber den Gewinn der Apertura 2004 verbuchen konnten!

### Gesamtjahrestabelle 2004/05
| Pl. | Verein              | Sp. | S  | U  | N  | Tore    | Diff. | Punkte |
| --- | ------------------- | --- | -- | -- | -- | ------- | ----- | ------ |
| 1.  | Monarcas Morelia    | 34  | 17 | 6  | 11 | 056:460 | +10   | 57     |
| 2.  | Deportivo Toluca    | 34  | 16 | 7  | 11 | 044:370 | +7    | 55     |
| 3.  | CF Monterrey        | 34  | 16 | 6  | 12 | 060:590 | +1    | 54     |
| 4.  | Chivas Guadalajara  | 34  | 14 | 10 | 10 | 063:530 | +10   | 52     |
| 5.  | CF Pachuca          | 34  | 14 | 10 | 10 | 050:460 | +4    | 52     |
| 6.  | Club América        | 34  | 12 | 14 | 8  | 055:500 | +5    | 50     |
| 7.  | Necaxa              | 34  | 15 | 4  | 15 | 055:460 | +9    | 49     |
| 8.  | CD Veracruz         | 34  | 14 | 7  | 13 | 042:580 | −16   | 49     |
| 9.  | UANL Tigres         | 34  | 12 | 11 | 11 | 062:460 | +16   | 47     |
| 10. | CD Cruz Azul        | 34  | 13 | 8  | 13 | 066:560 | +10   | 47     |
| 11. | Santos Laguna       | 34  | 14 | 4  | 16 | 053:530 | ±0    | 46     |
| 12. | UAG Tecos           | 34  | 12 | 9  | 13 | 048:500 | −2    | 45     |
| 13. | Atlante FC          | 34  | 12 | 8  | 14 | 051:540 | −3    | 44     |
| 14. | Dorados de Sinaloa  | 34  | 11 | 9  | 14 | 048:510 | −3    | 42     |
| 15. | CF Atlas            | 34  | 11 | 9  | 14 | 055:590 | −4    | 42     |
| 16. | Jaguares de Chiapas | 34  | 10 | 10 | 14 | 039:520 | −13   | 40     |
| 17. | UNAM Pumas          | 34  | 11 | 4  | 19 | 044:590 | −15   | 37     |
| 18. | Puebla FC           | 34  | 9  | 10 | 15 | 036:520 | −16   | 37     |

### Die Heim- und Auswärtstabellen
Santos Laguna stellte mit 42 Punkten das beste Heimteam, gleichzeitig aber auch mit mageren 4 Punkten die mit Abstand schlechteste Auswärtsmannschaft.
| Pl. | Verein              | Sp. | S  | U | N  | Tore    | Diff. | Punkte |
| --- | ------------------- | --- | -- | - | -- | ------- | ----- | ------ |
| 1.  | Santos Laguna       | 17  | 13 | 3 | 1  | 039:150 | +24   | 42     |
| 2.  | CF Monterrey        | 17  | 12 | 3 | 2  | 039:160 | +23   | 39     |
| 3.  | CD Veracruz         | 16  | 11 | 3 | 2  | 026:140 | +12   | 36     |
| 4.  | UANL Tigres         | 17  | 10 | 4 | 3  | 042:170 | +25   | 34     |
| 5.  | Atlante FC          | 17  | 10 | 3 | 4  | 038:210 | +17   | 33     |
| 6.  | UAG Tecos           | 17  | 10 | 3 | 4  | 029:180 | +11   | 33     |
| 7.  | Chivas Guadalajara  | 17  | 9  | 5 | 3  | 034:200 | +14   | 32     |
| 8.  | Monarcas Morelia    | 17  | 9  | 4 | 4  | 029:230 | +6    | 31     |
| 9.  | CF Pachuca          | 17  | 8  | 6 | 3  | 029:170 | +12   | 30     |
| 10. | Deportivo Toluca    | 17  | 9  | 2 | 6  | 025:170 | +8    | 29     |
| 11. | Necaxa              | 17  | 9  | 1 | 7  | 034:210 | +13   | 28     |
| 12. | Club América        | 17  | 7  | 7 | 3  | 033:250 | +8    | 28     |
| 13. | Dorados de Sinaloa  | 17  | 8  | 4 | 5  | 020:140 | +6    | 28     |
| 14. | CD Cruz Azul        | 17  | 8  | 3 | 6  | 040:270 | +13   | 27     |
| 15. | Puebla FC           | 17  | 6  | 6 | 5  | 023:230 | ±0    | 24     |
| 16. | Jaguares de Chiapas | 17  | 4  | 8 | 5  | 021:230 | −2    | 20     |
| 17. | UNAM Pumas          | 17  | 6  | 0 | 11 | 024:350 | −11   | 18     |
| 18. | CF Atlas            | 17  | 3  | 8 | 6  | 027:270 | ±0    | 17     |

| Pl. | Verein              | Sp. | S | U | N  | Tore    | Diff. | Punkte |
| --- | ------------------- | --- | - | - | -- | ------- | ----- | ------ |
| 1.  | Monarcas Morelia    | 17  | 8 | 2 | 7  | 027:230 | +4    | 26     |
| 2.  | Deportivo Toluca    | 17  | 7 | 5 | 5  | 019:200 | −1    | 26     |
| 3.  | CF Atlas            | 17  | 8 | 1 | 8  | 028:320 | −4    | 25     |
| 4.  | Club América        | 17  | 5 | 7 | 5  | 022:250 | −3    | 22     |
| 5.  | CF Pachuca          | 17  | 6 | 4 | 7  | 021:290 | −8    | 22     |
| 6.  | Necaxa              | 17  | 6 | 3 | 8  | 021:250 | −4    | 21     |
| 7.  | CD Cruz Azul        | 17  | 5 | 5 | 7  | 026:290 | −3    | 20     |
| 8.  | Chivas Guadalajara  | 17  | 5 | 5 | 7  | 029:330 | −4    | 20     |
| 9.  | UNAM Pumas          | 17  | 5 | 4 | 8  | 020:240 | −4    | 19     |
| 10. | Jaguares de Chiapas | 16  | 5 | 2 | 9  | 016:290 | −13   | 17     |
| 11. | CF Monterrey        | 17  | 4 | 3 | 10 | 021:430 | −22   | 15     |
| 12. | Dorados de Sinaloa  | 17  | 3 | 5 | 9  | 028:370 | −9    | 14     |
| 13. | UANL Tigres         | 17  | 2 | 7 | 8  | 020:290 | −9    | 13     |
| 14. | Puebla FC           | 17  | 3 | 4 | 10 | 013:290 | −16   | 13     |
| 15. | CD Veracruz         | 17  | 3 | 4 | 10 | 016:420 | −26   | 13     |
| 16. | UAG Tecos           | 17  | 2 | 6 | 9  | 019:320 | −13   | 12     |
| 17. | Atlante FC          | 17  | 2 | 5 | 10 | 013:330 | −20   | 11     |
| 18. | Santos Laguna       | 17  | 1 | 1 | 15 | 014:380 | −24   | 04     |

### Kreuztabelle zur Saison 2004/05
Die Kreuztabelle stellt die Ergebnisse aller Spiele dieser Saison dar. Der Name der Heimmannschaft ist in der linken Spalte, das Logo bzw. ein Kürzel der Gastmannschaft in der oberen Zeile aufgelistet.
| 2004/05             | Monarcas Morelia | Deportivo Toluca | CF Monterrey | Deportivo Guadalajara | CF Pachuca | AME | Necaxa | CD Veracruz | UANL Tigres | CD Cruz Azul | Santos Laguna | UAG Tecos | CF Atlante | DOR | CF Atlas | JAG | UNAM Pumas | Puebla FC |
| ------------------- | ---------------- | ---------------- | ------------ | --------------------- | ---------- | --- | ------ | ----------- | ----------- | ------------ | ------------- | --------- | ---------- | --- | -------- | --- | ---------- | --------- |
| Monarcas Morelia    |                  | 1:0              | 1:2          | 4:2                   | 0:2        | 1:1 | 1:5    | 1:2         | 2:1         | 1:1          | 1:1           | 2:0       | 2:1        | 3:2 | 4:1      | 2:1 | 0:0        | 3:1       |
| Deportivo Toluca    | 3:1              |                  | 4:0          | 2:1                   | 3:2        | 0:1 | 1:0    | 1:1         | 4:1         | 0:2          | 2:0           | 1:1       | 1:0        | 1:2 | 0:2      | 1:2 | 0:1        | 1:0       |
| CF Monterrey        | 2:1              | 1:3              |              | 0:1                   | 4:1        | 4:2 | 1:1    | 2:0         | 1:1         | 3:0          | 1:0           | 2:1       | 1:0        | 6:2 | 1:0      | 5:1 | 1:1        | 4:1       |
| Chivas Guadalajara  | 2:1              | 1:1              | 1:0          |                       | 0:4        | 1:1 | 2:0    | 2:0         | 3:1         | 1:1          | 5:1           | 2:2       | 7:0        | 1:1 | 1:3      | 0:2 | 2:1        | 3:1       |
| CF Pachuca          | 0:1              | 1:1              | 2:0          | 1:1                   |            | 2:2 | 4:1    | 1:2         | 1:1         | 3:1          | 2:1           | 2:0       | 1:1        | 1:0 | 3:1      | 3:0 | 1:3        | 1:1       |
| Club América        | 2:3              | 0:0              | 1:0          | 3:3                   | 1:1        |     | 2:0    | 1:1         | 1:1         | 2:1          | 4:2           | 3:3       | 1:1        | 3:2 | 5:2      | 4:1 | 0:3        | 0:1       |
| Necaxa              | 0:1              | 0:1              | 2:3          | 1:2                   | 5:0        | 4:1 |        | 4:0         | 2:1         | 0:1          | 4:2           | 1:0       | 1:1        | 4:3 | 0:2      | 2:0 | 3:1        | 1:2       |
| CD Veracruz         | 1:1              | 1:0              | 0:2          | 1:0                   | 1:2        | 1:1 | 1:0    |             | 2:0         | 3:2          | 3:2           | 1:0       | 6:2        | 2:1 | 0:0      | 0:2 | 1:0        | 2:1       |
| UANL Tigres         | 3:0              | 6:0              | 6:2          | 2:2                   | 0:0        | 0:1 | 2:0    | 7:1         |             | 0:3          | 3:1           | 2:2       | 2:1        | 1:0 | 1:3      | 0:0 | 3:1        | 4:0       |
| CD Cruz Azul        | 1:0              | 1:3              | 6:1          | 2:4                   | 4:0        | 2:3 | 0:1    | 3:0         | 1:1         |              | 1:0           | 5:2       | 2:0        | 3:3 | 1:2      | 3:4 | 2:2        | 3:1       |
| Santos Laguna       | 3:1              | 0:1              | 3:1          | 4:1                   | 2:0        | 1:1 | 1:1    | 4:1         | 2:1         | 2:0          |               | 4:2       | 2:1        | 2:1 | 2:0      | 4:2 | 1:1        | 2:0       |
| UAG Tecos           | 2:0              | 4:2              | 3:2          | 3:2                   | 1:0        | 1:0 | 0:1    | 1:1         | 2:0         | 3:3          | 1:0           |           | 3:0        | 1:2 | 2:3      | 0:1 | 1:0        | 1:1       |
| Atlante FC          | 1:6              | 2:1              | 7:1          | 1:1                   | 1:1        | 1:0 | 2:3    | 5:1         | 1:2         | 2:0          | 3:0           | 4:0       |            | 1:1 | 3:2      | 2:0 | 0:1        | 2:1       |
| Dorados de Sinaloa  | 0:1              | 0:1              | 1:0          | 2:0                   | 3:1        | 0:1 | 3:2    | 2:0         | 3:3         | 1:1          | 2:1           | 1:0       | 0:1        |     | 0:1      | 0:0 | 2:1        | 0:0       |
| CF Atlas            | 3:3              | 0:0              | 3:3          | 2:3                   | 1:2        | 1:1 | 2:0    | 2:0         | 1:1         | 3:3          | 1:2           | 1:1       | 2:2        | 2:3 |          | 0:1 | 3:1        | 0:1       |
| Jaguares de Chiapas | 0:2              | 1:3              | 1:1          | 0:0                   | 0:1        | 2:1 | 2:2    | 4:3         | 1:1         | 1:3          | 2:0           | 1:1       | 0:0        | 2:2 | 1:2      |     | 2:0        | 1:1       |
| UNAM Pumas          | 0:2              | 1:2              | 1:2          | 1:5                   | 2:3        | 2:3 | 1:3    | 2:3         | 2:1         | 1:3          | 2:1           | 0:1       | 0:1        | 3:2 | 3:2      | 2:1 |            | 1:0       |
| Puebla FC           | 0:3              | 0:0              | 1:1          | 4:1                   | 1:1        | 2:2 | 0:1    | 0:0         | 0:3         | 3:1          | 1:0           | 0:3       | 2:1        | 1:1 | 5:2      | 1:0 | 2:3        |           |

## Die Liguillas
In den Liguillas (der spanischen Bezeichnung für die Play-offs) der Apertura und Clausura kam es zu insgesamt 14 Begegnungen, die jeweils in Hin- und Rückspielen ausgetragen wurden. In den insgesamt 28 Spielen der Liguilla kam es zu 12 Heim- und 7 Auswärtssiegen sowie 9 Remis. In beiden Turnieren gab es jeweils 6 Heimsiege, doch in der Apertura gab es mehr Auswärtssiege (fünf) als in der Clausura (zwei). Das Torverhältnis aus beiden Turnieren betrug 55:46 aus Sicht der Heimmannschaften (29:25 in der Apertura und 26:21 in der Clausura). insgesamt fielen somit 101 Tore, was einem Schnitt von 3,61 Toren entspricht (und aus Sicht der Heimmannschaft bei 1,96 zu 1,64 liegt).
Der höchste Heimsieg in den Liguillas der Apertura 2004 gelang dem späteren Meister UNAM Pumas, der im Viertelfinale den CD Veracruz mit 3:0 besiegt hatte. Der höchste Auswärtssieg gelang dem CF Monterrey im Halbfinale beim Atlante FC mit 4:2. In den torreichsten Begegnungen der Apertura fielen sieben Tore, was sowohl beim 4:3-Sieg des Atlante FC bei Deportivo Toluca im Viertelfinale als auch beim 4:3-Heimsieg der UNAM Pumas gegen den CF Atlas im Halbfinale der Fall war.
Der höchste Heimsieg in den Liguillas der Clausura 2005 geschah ausgerechnet im Finalrückspiel bei der Begegnung zwischen dem Club América und den UAG Tecos, die 6:3 endete. Es war zugleich das torreichste Spiel der gesamten Clausura. Beide Mannschaften waren auch bei den einzigen Auswärtssiegen involviert: dem 2:0-Erfolg der Tecos im Viertelfinale bei Necaxa und dem 3:1-Erfolg von América im Clásico Joven beim Stadtrivalen CD Cruz Azul im Halbfinale.
Von den 18 Mannschaften der Punktspielrunde gelang insgesamt 15 Mannschaften die Qualifikation für die Liguillas. 14 Mannschaften konnten sich einmal für die Liguilla qualifizieren und nur dem CF Monterrey gelang die Qualifikation zweimal.

## Liguillas der Apertura 2004

### Viertelfinale
|                    | Gesamt |                     | Hinspiel | Rückspiel |
| ------------------ | ------ | ------------------- | -------- | --------- |
| Atlante            | 8:5    | Deportivo Toluca FC | 4:2      | 4:3       |
| UNAM Pumas         | 4:1    | CD Veracruz         | 3:0      | 1:1       |
| CF Monterrey       | 3:2    | CF Pachuca          | 2:1      | 1:1       |
| Chivas Guadalajara | 3:4    | CF Atlas            | 0:1      | 3:3       |

Einer der spannungsgeladenen Höhepunkte des Viertelfinals war der Clásico Tapatío, das Duell zwischen Atlas und Chivas Guadalajara.

### Halbfinale
|            | Gesamt |              | Hinspiel | Rückspiel |
| ---------- | ------ | ------------ | -------- | --------- |
| Atlante    | 3:7    | CF Monterrey | 2:4      | 1:3       |
| UNAM Pumas | 6:4    | CF Atlas     | 4:3      | 2:1       |

### Finale
|            | Gesamt |              | Hinspiel | Rückspiel |
| ---------- | ------ | ------------ | -------- | --------- |
| UNAM Pumas | 3:1    | CF Monterrey | 2:1      | 1:0       |

Die Pumas verlieren in den Play-offs kein Spiel und gewinnen fünfmal. Ihr einziges Remis war das 1:1 im Viertelfinale in Veracruz.

## Liguillas der Clausura 2005

### Viertelfinale
|               | Gesamt |                  | Hinspiel | Rückspiel |
| ------------- | ------ | ---------------- | -------- | --------- |
| UANL Tigres   | 4:4    | Monarcas Morelia | 3:2      | 1:2       |
| CF Monterrey  | 3:3    | Cruz Azul        | 0:0      | 3:3       |
| Santos Laguna | 3:3    | Club América     | 2:2      | 1:1       |
| Necaxa        | 1:4    | UAG Tecos        | 0:2      | 1:2       |

Nur die Tecos setzten sich mit einem überzeugenden Gesamtergebnis von 4:1 gegen Necaxa durch. Die übrigen drei Vergleiche endeten remis, so dass jeweils die mehr erzielten Punkte aus der Vorrunde den Ausschlag für das Weiterkommen gaben: Morelia (35) gegenüber Tigres (24), Cruz Azul (31) gegenüber Monterrey (27) und América (30) gegenüber Santos Laguna (28).

### Halbfinale
|              | Gesamt |                  | Hinspiel | Rückspiel |
| ------------ | ------ | ---------------- | -------- | --------- |
| UAG Tecos    | 2:1    | Monarcas Morelia | 1:0      | 1:1       |
| Club América | 6:2    | Cruz Azul        | 3:1      | 3:1       |

Höhepunkt des Halbfinals war der Clásico Joven, das Duell der Hauptstadtvereine América und Cruz Azul. Mit einem Gesamtergebnis von 6:2 setzten sich die Americanistas deutlich durch.

### Finale
|           | Gesamt |              | Hinspiel | Rückspiel |
| --------- | ------ | ------------ | -------- | --------- |
| UAG Tecos | 4:7    | Club América | 1:1      | 3:6       |

América gewinnt die Meisterschaft hauptsächlich aufgrund seiner starken Offensive, die in sechs Spielen 16 Tore erzielt, während die Defensive neun Gegentore hinnehmen muss. Wie die Pumas in der Apertura, übersteht auch der Meister der Clausura die Play-offs ohne Niederlage.